# Ritratto di Monsieur Lepoutre
Ritratto di Monsieur Lepoutre è un dipinto a olio su tela (92 x65 cm) realizzato nel 1916 dal pittore italiano Amedeo Modigliani.
Fa parte di una collezione privata parigina.
Constant Lepoutre era un mercante d'arte e corniciaio parigino. Conobbe l'opera di Modigliani in una mostra nel novembre del 1916 e impietositosi delle condizioni economiche dell'artista e avendone intuito il valore, iniziò ad aiutarlo economicamente. Modigliani in cambio gli fece un ritratto chiedendogli di indossare questa giacca giallina e il cappello nero da lavoro.